# Râul Roșia, Abrud
Râul Roșia este un curs de apă, afluent al râului Abrud. 